# Дипломатичне представництво

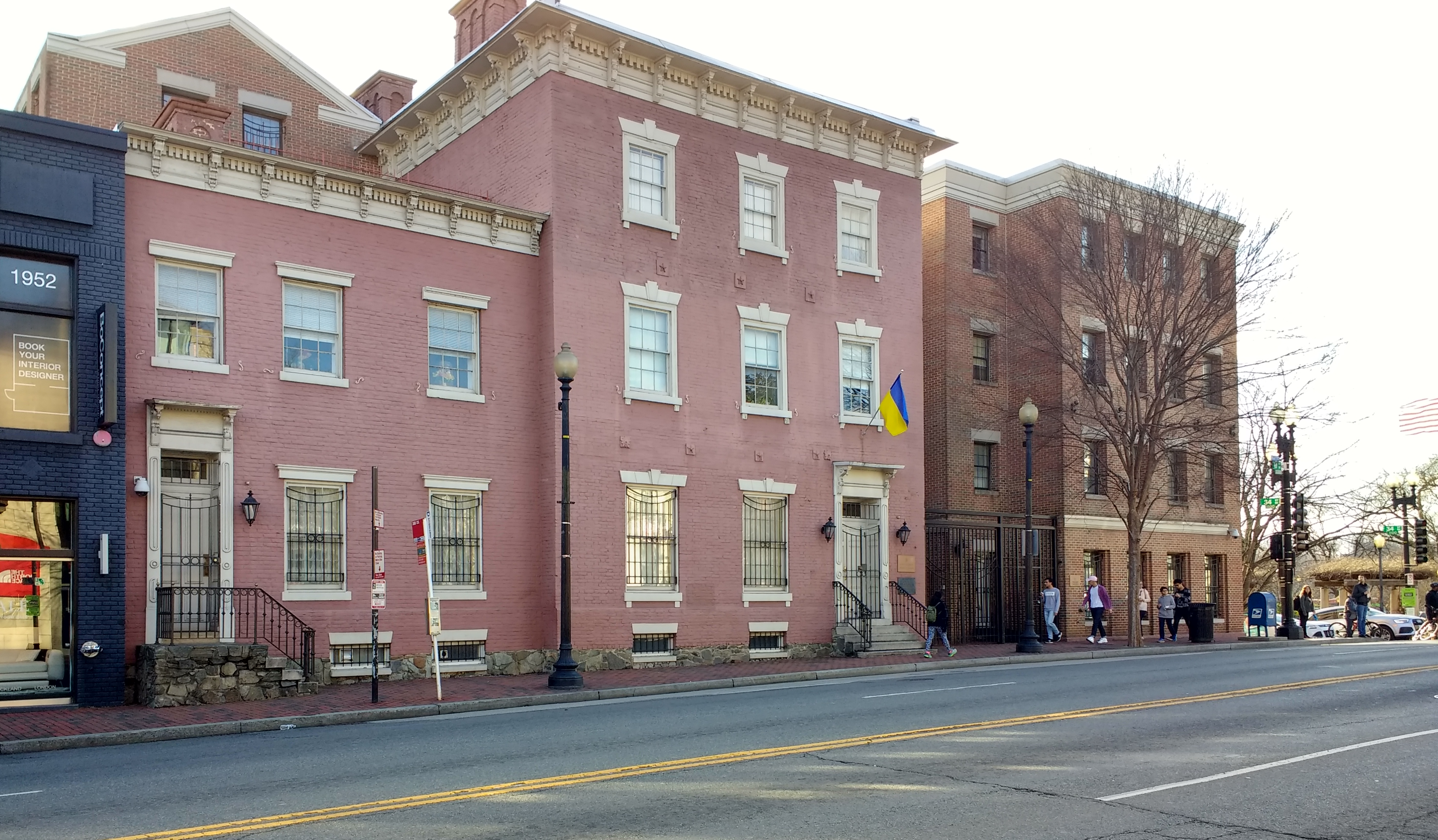
Посольство України у Вашингтоні, США, 2018

Дипломати́чне представни́цтво — це особливого роду державна установа, завданням якої є підтримка і розвиток офіційних стосунків з країною перебування і захист прав та інтересів своєї держави, її громадян і юридичних осіб.

## Класифікація за статусом
Посольство — найвище за статусом дипломатичне представництво, яке, як правило, очолюється послом або тимчасовим повіреним у справах.
Посол акредитується при главі держави, а тимчасовий повірений у справах — при міністрові закордонних справ. Посланники акредитуються при главі уряду. Глави дипломатичних представництв є найвищими офіційно акредитованими представниками держави в країні перебування.

## Державні органи зовнішніх зносин
Дипломатичну діяльність за межами країни здійснюють закордонні державні органи зовнішніх зносин, які поділяються на дві категорії: постійні та тимчасові.

### Постійні органи
Постійні органи — посольства і місії, представництва при міжнародних організаціях — ведуть повсякденну дипломатичну діяльність за кордоном, представляючи і захищаючи там інтереси своєї держави.
Постійні закордонні органи зовнішніх зносин за характером своєї діяльності можуть бути дипломатичними, як, наприклад, посольства або представництва при ООН, ЮНЕСКО, Раді Європи, Європейському Союзі, вони мають представницький характер і виконують політичні функції. На відміну від них консульські установи за кордоном мають інший міжнародно-правовий статус і, в принципі, у повному розумінні цього виразу не вважаються дипломатичними представництвами.

### Тимчасові органи
Тимчасові органи — це різного роду делегації, окремі представники за кордоном, спостерігачі при міжнародних комісіях, на конференціях і конгресах; делегації чи окремі представники на державних ювілеях, коронаціях, інавгураціях, траурних церемоніях.

## Персонал дипломатичних представництв
Постійне дипломатичне представництво за кордоном (посольство або місія) — це особливого роду державна установа, на яку покладено завдання підтримувати й розвивати офіційні стосунки з країною перебування, захищати в ній права та інтереси акредитуючої держави, її громадян і юридичних осіб. Для виконання цього завдання дипломатичне представництво потребує певних засобів та можливостей, а також необхідного складу співробітників.
Одне із першочергових завдань при формуванні посольства чи місії — укомплектування їх персоналом. За всіх відмінностей у структурі та організації роботи посольств і місій окремих країн, котрі спричинені різними геополітичними параметрами, формами державного правління та іншими чинниками, кожне дипломатичне представництво складається із трьох категорій співробітників (глава представництва має особливу позицію): дипломатичний персонал; адміністративно-технічні працівники; обслуговчий персонал[1]. Окремо вирізняються так звані «приватні домашні робітники», тобто особи, які виконують певну роботу на умовах договору найму у співробітників представництва і які не є службовцями акредитуючої держави.
Сучасне дипломатичне право чітко визначає правовий статус, дипломатичні привілеї та імунітети кожної із зазначених категорій осіб, які працюють у посольствах або місіях. Глава дипломатичного представництва (посол, посланник, повірений у справах) є найвищим офіційно акредитованим представником держави в країні перебування. Він відповідає за Діяльність дипломатичного представництва та його персоналу, а також здійснює загальне політичне керівництво і контроль за діяльністю всіх інших організацій та осіб своєї держави, що перебувають на території країни акредитації. Оскільки посол не є звичайним адміністратором, що очолює державну установу, а особою, яка відповідає за дотримання загального політичного курсу своєї країни стосовно країни перебування, він особливо потребує надійного, висококваліфікованого апарату — членів персоналу представництва.
Посол (посланник) в усій діяльності очолюваного ним представництва спирається перш за все на своїх найближчих співробітників — членів дипломатичного персоналу. Вони, як і сам посол, мають представницький характер, тобто уповноважені виступати з питань, що входять до їхньої компетенції, від імені акредитуючої держави. Практично це реалізується у виконанні всім дипломатичним персоналом посольства чи місії функцій, передбачених ст. З Віденської конвенції про дипломатичні зносини 1961 р.:
Крім цієї головної риси — представницького характеру — дипломатичний персонал посольств та місій має ще цілий ряд відмінних ознак. Так, його членами завжди є особи, що перебувають на дипломатичній службі відповідної держави: кадрові, або професійні, дипломати (у класичній термінології «кар'єрні дипломати») чи особи, які перейшли на дипломатичну службу в порядку нового призначення або поповнення.
З українських дипломатів, які мають один із дипломатичних рангів, комплектується дипломатичний персонал посольств України за кордоном. Очолюваний послом дипломатичний персонал українських посольств на особливо важливих напрямах дипломатичної діяльності може мати у своєму складі в порядку старшинства таких дипломатичних співробітників: радників-посланників, радників, торгового представника, військового, військово-морського та військово-повітряного аташе, перших секретарів, заступників торгпреда, других секретарів, третіх секретарів, аташе, помічників військового, військово-морського, військово-повітряного аташе.
Всі ці особи, як правило, мають дипломатичні паспорти, які видаються їм акредитуючою державою (виняток становить Велика Британія, де видача дипломатичних паспортів не передбачена). Ця категорія співробітників заноситься до дипломатичного списку, який періодично публікується протокольним відділом МЗС країни перебування. Вони отримують також від протокольного відділу МЗС країни перебування особливі дипломатичні картки, які засвідчують їхній статус як дипломатичних агентів.
Усередині дипломатичного представництва існує визначений розподіл обов'язків, а саме представництво складається із відповідних відділів.
Схематично структура посольства має такий вигляд: група з питань зовнішньої політики; група з питань внутрішньої політики; група з питань економіки; відділ преси; консульський відділ; адміністративно-господарча група; секретаріат посла.
Групами з питань зовнішньої політики, внутрішньої політики й економіки керує радник-посланник посольства.
Друга категорія співробітників дипломатичного представництва — члени адміністративно-технічного персоналу, їхня роль у дипломатичному представництві також чітко регламентується Віденською конвенцією, згідно з якою «членами адміністративно-технічного персоналу є члени персоналу представництва, які здійснюють адміністративно-технічне обслуговування представництва» (ст. І, п. «f»). До категорії адміністративно-технічного персоналу відносять референтів-перекладачів, технічних секретарів, стенографістів, бухгалтерських працівників, шифрувальників та інший канцелярський персонал. Всі ці співробітники не мають дипломатичних паспортів та рангів, проте у відрядження за кордон їх направляє міністерство закордонних справ і їм видається службовий паспорт (по суті щось середнє між дипломатичним та загальногромадянським паспортом).
І, нарешті, третя категорія — члени обслуговчого персоналу дипломатичного представництва (прибиральниці, ліфтери, водії, садівники, вахтери тощо). До них належать, як уже зазначалося, і особи, що не входять до складу персоналу представництва, а працюють за договором найму в самих співробітників посольства чи місії (хатні робітниці, доглядальниці тощо). У Віденській конвенції про них сказано: «членами обслуговуючого персоналу» є члени персоналу представництва, які виконують обов'язки по обслуговуванню представництва (ст. І, п. «g»). «Приватний домашній робітник» — особа, яка виконує обов'язки домашнього робітника у співробітника представництва і не є службовцем акредитуючої держави (ст. І, п. «h»). Обидві ці групи осіб комплектуються в основному з числа громадян країни перебування, тоді як перші дві категорії — це, як правило, громадяни акредитуючої держави. У ст. 8 Віденської конвенції зазначено:
1. Члени дипломатичного персоналу представництва в принципі мають бути громадянами акредитуючої держави;
2. Члени дипломатичного персоналу представництва не можуть призначатися з числа осіб, які є громадянами держави перебування, інакше як за згодою цієї держави, причому ця згода може бути в будь-який час анульована".
Слід зауважити, що передбачений Конвенцією поділ персоналу дипломатичного представництва на три вищезгадані категорії на практиці іноді має умовний характер. Віднесення конкретних співробітників до тієї чи іншої категорії є виключно компетенцією акредитуючої держави і не регулюється нормами міжнародного права. Позиції ж акредитуючих держав з цього питання нерідко суперечать позиціям країни перебування.
Критерії розподілу дипломатичного персоналу за категоріями також бувають досить «розмитими». Так, священнослужителі представництва мають дипломатичний статус, тоді як функції священика не мають жодного стосунку як за своїм змістом, так і за формою до дипломатичної діяльності. Офіцеру безпеки, як правило, надається статус дипломата, а співробітники служби охорони належать до адміністративно-технічного чи навіть до обслуговуючого персоналу.
Загалом у сучасній дипломатичній практиці за останні два-три десятиріччя спостерігається тенденція до збільшення кількості співробітників, які працюють у посольствах, консульствах та інших офіційних представництвах держав за кордоном.
Що ж до конкретної кількості членів дипломатичного персоналу в тому чи іншому представництві, то це питання також регламентується Віденською конвенцією. Уст. 11 зазначається: «1. За відсутності конкретної угоди про чисельність персоналу представництва, держава перебування може запропонувати, щоб чисельність персоналу представництва залишалася в межах, які вона вважає розумними і нормальними, враховуючи обставини та умови, існуючі в державі перебування, і потреби даного представництва». А в «Положенні про дипломатичне представництво України за кордоном», затвердженому розпорядженням Президента України від 22 жовтня 1992 р., наголошується, що «діяльність дипломатичного представництва базується на положеннях Віденської конвенції про дипломатичні зносини від 18 квітня 1961 р. … і при необхідності кількісний склад персоналу дипломатичного представництва України в іноземній державі встановлюється двосторонньою угодою України з цією державою».

## Функції дипломатичного представництва
За Віденською конвенцією: «Функції дипломатичного представництва полягають, зокрема:
- у представництві акредитуючої держави в державі перебування;
- у захисті в державі перебування інтересів акредитуючої держави та її громадян у межах, що допускаються міжнародним правом;
- у веденні переговорів з урядом держави перебування;
- у з´ясуванні всіма законними засобами умов і подій в державі перебування та повідомленні про них уряду акредитуючої держави;
- у заохоченні дружніх відносин між акредитуючою державою і державою перебування та в розвиткові їх взаємовідносин у галузі економіки, культури і науки». (7)

Для безперешкодного здійснення дипломатами своїх функцій Віденська конвенція передбачає надання для них дипломатичного імунітету і особливих привілеїв.
Дипломатичний імунітет гарантує:
- Особисту недоторканність, а також недоторканність службових приміщень і майна.
- Звільнення від місцевої кримінальної, цивільної і адміністративної юрисдикції.
- Право шифролистування і недоторканності дипломатичної кореспонденції, яка перевозиться дипломатичними кур´єрами.

Привілеї:
- Звільнення від сплати прямих податків.
- Відміну мита.
- Право піднімати прапор над офіційною резиденцією, право використовувати дипломатичну форму (там, де це практикується).

Як правило, держава надає іноземним дипломатичним представництвам всі передбачені Віденською конвенцією пільги і привілеї, але на засадах повної взаємності.

### Функції дипломатичних представництв України
Формування загальноприйнятих правових та протокольних засад різнопланових аспектів дипломатичної практики було започатковане ще Віденським конгресом 1815 р. та Аахенським міжнародним протоколом 1818 р. Поступово склалися три стійкі напрями діяльності дипломатичних представництв (в науковій літературі їх прийнято називати функціями), котрі нині набули класичного, канонічного характеру: ведення переговорів, дипломатичний захист та інформаційна діяльність. На думку провідного українського фахівця до цих трьох функцій необхідно додати ще одну — представництво.
22 жовтня 1992 р. розпорядженням Президента України було затверджене «Положення про дипломатичне представництво України за кордоном». У ньому, зокрема, наголошується: «Функції дипломатичного представництва України включають»:
1) представництво України в державі перебування та підтримання з цією державою офіційних відносин;
2) захист інтересів України, прав та інтересів її громадян та юридичних осіб у державі перебування;
3) ведення переговорів з урядом держави перебування;
4) з 'ясування всіма законними засобами становища і подій у державі перебування та інформування про них відповідних органів України;
5) поширення в державі перебування інформації про становище в Україні і події міжнародного життя;
6) заохочення дружніх відносин між Україною і державою перебування та розвиток їхнього співробітництва в галузі економіки, культури і науки".

#### Функція представництва
Функцію представництва, очевидно, можна вважати основною для кожного посольства чи місії; саме в ній зосереджується все те, заради чого вони створюються за кордоном. Посольства чи місії саме і здійснюють діяльність дипломатичного представництва за дорученням своєї держави та від її імені з усіх питань офіційних відносин з країною перебування.

#### Функція дипломатичного захисту
Функція дипломатичного захисту передбачає захист прав і законних інтересів акредитуючої держави, її громадян та юридичних осіб, що перебувають на території країни акредитації посольства. Дипломатичний захист здійснюється, насамперед, у тому, що посольство надає консультації своїм громадянам з усіх питань, що стосуються їхнього перебування в даній країні, робить різноманітні запити з приводу захисту інтересів своєї держави та її громадян, а в необхідних випадках — протести та подання органам влади країни перебування.
В наш час захист прав та інтересів громадян, що перебувають (чи мають справи) за кордоном, практично здійснюється на 99 відсотків консульськими відділами посольств або самостійними консульськими установами конкретної держави, і лише в особливо серйозних та політичне вагомих випадках відповідні кроки здійснюються від імені дипломатичного представництва в цілому.
- По-перше, при здійсненні функцій дипломатичного захисту неприпустимо вдаватися до будь-яких кроків, які можна було б розцінювати як спробу втручання у внутрішні справи країни перебування.
- По-друге, перш ніж застосовувати всі передбачені засоби дипломатичного захисту, посольство має переконатися в тому, що громадянам чи юридичним особам його держави відмовлено в судовій чи іншій формі захисту згідно з чинним законодавством країни перебування, або всі засоби, передбачені цим законодавством для відновлення порушених прав, уже вичерпано, і це не дало бажаних результатів.
- По-третє, дипломатичний захист може надаватись посольством тільки фізичним та юридичним особам акредитуючої держави. Апатриди та біпатриди (тобто особи без громадянства взагалі, або особи, які є громадянами двох і більше країн одночасно), а також громадяни і установи іноземної держави, як правило, не можуть розраховувати на заступництво чи сприяння іншого посольства, якщо це не викликано крайньою необхідністю і не є предметом спеціальної домовленості.

#### Функція ведення переговорів
Функція ведення переговорів з урядом країни перебування, найтісніше пов'язана з ідеєю дипломатії. При цьому під веденням переговорів слід розуміти як звичайні робочі контакти посольства з міністерством закордонних справ країни перебування, під час яких. обговорюються ті чи інші поточні питання взаємостосунків між двома країнами, так і власне переговори, метою яких є підписання відповідного двостороннього міжнародного договору.
В першому випадку переговори веде, як правило, не сам посол, а за його дорученням відповідні співробітники з числа дипломатичного персоналу представництва. Власне переговори веде посол особисто, причому для їх ведення та прийняття тексту двостороннього договору, що є головним результатом таких переговорів (включаючи парафування договору), від посла не вимагається спеціальних повноважень — він має на це право в силу самого факту акредитації як посла в країні перебування. Проте для підписання договору, якщо це доручено зробити послу, необхідні належним чином оформлені повноваження. Особливого значення в наш час набув такий вид дипломатії, як переговори на найвищому рівні (summit). Ці переговори можуть бути найефективнішим засобом для вирішення найскладніших питань міжнародного життя.

#### Інформаційна функція
Надзвичайно зросла за останні десятиріччя роль інформаційної функції дипломатичних представництв.
Посольства та місії завжди були важливими та надійними джерелами інформації про найрізноманітніші аспекти життя країни перебування. Необхідно підкреслити, що добування такої інформації має здійснюватись лише законними засобами відповідно до норм міжнародного права. Звичайно, без сприяння з боку країни перебування дипломатичним представництвам здійснювати цю функцію було б неможливо.

#### Функція заохочення дружніх відносин
Функція заохочення дружніх відносин між акредитуючою державою і державою перебування та розвитку їх взаємовідносин у сфері економіки, культури і науки. Важко було б уявити діяльність дипломатичного представництва, якби воно не приділяло уваги цій сфері. У кінцевому підсумку все залежить від інтересів акредитуючої держави, а саме: залучення інвестицій, нових технологій, обміну спеціалістами у відповідних галузях, спільних проектів тощо.
Упродовж XX ст. дипломатична служба стала знаряддям торгової дипломатії (разом із розвитком міжнародного ринку, а також із ростом та поглибленням кризових явищ, коли держава в особі її дипломатії виявилась найбільш надійним засобом забезпечення національних інтересів).
Одним з головних завдань сучасної дипломатії є розвиток економічних відносин. Це новий напрям у сучасному праві та дипломатичній діяльності. Зростання зацікавленості у розвитку торговельно-економічних відносин виражається, зокрема, певними змінами у структурі організації дипломатичних представництв, у запровадженні відділів, правовому статусі радників, секретарів, аташе, що займаються торговельно-економічними питаннями.
У межах цієї функції економічний відділ дипломатичного представництва збирає всю потрібну інформацію щодо можливостей розвитку торгівлі з фірмами приймаючої держави і надання допомоги вітчизняним підприємствам у налагодженні контактів з ними.
Відповідно зростають роль і значення МЗС України як важливого інструменту сприяння підприємництву у виході та закріпленні на зовнішніх ринках як експортерів і практично єдиного засобу подолання перекосів у зовнішній торгівлі, фінансових прорахунках, які завдали і продовжують завдавати великої економічної і політичної шкоди нашій державі.
Досить важливим напрямом сучасної дипломатії є розвиток культурних, наукових і науково-технічних відносин.
Крім перелічених функцій, ч. 2 ст. З Віденської конвенції встановлює, що «жодне із положень даної Конвенції не повинно тлумачитись як таке, що перешкоджає виконанню дипломатичним представництвом консульських функцій». Підтвердження цієї функції у Конвенції є вираженням існуючої з давніх-давен у діяльності дипломатичного представництва функції опіки над громадянами та інтересами власної держави. Вона є відображенням процесу інтеґрації дипломатичної та консульської служби як закордонної служби загалом.
Однак не варто розцінювати перелік основних функцій дипломатичного представництва, закріплений у ст. З Віденської конвенції про дипломатичні відносини, як вичерпний. Таке твердження було б неправильне, оскільки міжнародні відносини розвиваються, що в кінцевому підсумку призводить до виникнення нових дипломатичних функцій.

### Засоби здійснення
Головним є, звичайно, приміщення дипломатичного представництва. Як правило, посольство або місія іноземної держави розміщується в столиці країни перебування(винятком — Ватикан). Проте нерідко, через ті чи інші обставини, деякі офіційні установи акредитуючої держави, які в структурному відношенні складають частину дипломатичного представництва, розміщуються також не в столицях, а в інших містах країни перебування.
У ст. 25 Віденської конвенції сформульовано в загальній формі зобов'язання приймаючої країни «…надавати всі можливості для виконання функцій представництва». Конкретним аспектом цього зобов'язання є забезпечення права співробітників іноземних дипломатичних представництв на безперешкодне пересування територією країни перебування.
Оскільки сфера діяльності посольства (на відміну від консульства) поширюється на всю територію країни перебування, то з цього логічно випливає право дипломатів на вільне пересування по всій її території. Воно є необхідним не тільки для досконалого вивчення умов та подій у країні перебування, що становить основний зміст інформаційної функції посольства, а й для виконання дій, пов'язаних із функціями дипломатичного захисту, представництва тощо.
Правила пересування дипломатів, прийняті багатьма країнами, передбачають, що до початку поїздки дипломата його посольство має повідомити про це МЗС країни перебування, у протокольний відділ якого направляється відповідна нота. В ній міститься інформація про дипломатичного агента, який має намір здійснити поїздку, важливі дані про маршрут його пересування тощо. Це необхідно робити принаймні з двох причин. По-перше, щоб забезпечити інтереси країни перебування і гарантувати її право не допустити поїздок у заборонені зони. По-друге, ставитись до нього з належною повагою і вживати всіх належних заходів для запобігання будь-яким посяганням на його особу, свободу або гідність.
Одним із засобів забезпечення нормальної діяльності посольств та місій є також свобода зносин дипломатичних представництв з акредитуючою державою, її органами як у Центрі, так і за кордоном. Дипломатичні представництва при використанні засобів поштово-телеграфного, телексного та інших видів сучасного зв'язку мають в країні перебування певні пільги — право безперешкодного та позачергового прийому та передання повідомлень тощо.
За всіх переваг найсучасніших видів та систем зв'язку важливим засобом спілкування між дипломатичним представницгвом та Центром залишається відправлення та отримання документів дипломатичною поштою.

### Інші представництва

#### Місії
Крім посольств Існують також дипломатичні представництва (місії) при міжнародних організаціях, зокрема Постійне представництво України при ООН, Постійне представництво України при відділенні ООН та інших міжнародних організаціях в Женеві, Постійне представництво України при міжнародних організаціях у Відні, Постійне представництво України в ЮНЕСКО, Постійне представництво України при Раді Європи, Постійне представництво України при координаційних інститутах СНД, Представництво України при ЄС, Місія України при НАТО. Ці представництва забезпечують участь України в системі багатосторонніх стосунків на рівні світових та європейських міжнародних організацій.
Для міждержавної організації характерними ознаками є-членство держав; наявність міжнародного договору, на підставі якого засновано організацію; постійно діючі органи-визнання суверенітету держав-членів. З урахуванням цих ознак можна констатувати, що міжнародна (міжурядова) організація — це об'єднання держав, засноване міжнародним договором (угодою) для досягнення спільних цілей, яке має постійні органи, що діють у загальних інтересах держав-членів, неодмінно поважаючи при цьому їхній суверенітет.
Головною ознакою неурядових міжнародних організацій є те, що для їх створення немає необхідності укладати міждержавні договори і об'єднують вони як фізичних, так і юридичних осіб (наприклад, Асоціація міжнародного права, Міжнародна федерація Товариств Червоного Хреста та Червоного Півмісяця).
Юридичні засади інституту постійних представництв держав при міжнародних організаціях були закладені в перших міжнародно-правових актах та документах повоєнного періоду. Перш за все сам Статут ООН у п. 2 ст. 105 передбачав, що «представники членів Організації та її службові особи також користуються привілеями та імунітетами, необхідними для самостійного виконання ними своїх функцій, пов'язаних із діяльністю Організації». Ст. IV розділу 16 Конвенції про привілеї та імунітети ООН від ІЗ лютого 1946 р. передбачає, що «поняття представники» в даній статті включає всіх делегатів, їхніх заступників, радників, технічних експертів та секретарів делегації. Хоча ця стаття мала на увазі, головним чином, тимчасових представників держав на сесіях ООН, вона загалом охоплює статус і постійних представництв при ООН та їхній персонал. Аналогічне визначення міститься в розділі ІЗ Угоди про привілеї та імунітети Європейського відділення ООН у Женеві, укладеній в 1946 р. між Генеральним секретарем ООН та Швейцарською Федеральною Радою. А угода між США та ООН про місцеперебування центральних установ ООН від 26 червня 1947 р. містить статті, які вже мають безпосереднє відношення до інституту постійних представництв при ООН. Так, відповідно до ст. V розділу 15 цієї Угоди привілеями та імунітетами користуються: «1. Кожна особа, призначена членом ООН як головний постійний представник при Організації або його постійний представник у ранзі посла або повноважного міністра; 2) ті постійні співробітники делегації, про яких укладено угоду між Генеральним секретарем, урядом Сполучених Штатів та урядом відповідного члена Організації Об'єднаних Націй». Інституту постійних представників та постійних представництв було присвячено спеціальну резолюцію за № 257, ухвалену Генеральною Асамблеєю ООН 3 грудня 1948 р. Ця резолюція стала ще одним підтвердженням тієї звичайної норми міжнародного права, що вже склалася на той час у практиці застосування постійних представництв при ООН, яка, у свою чергу, сприяла становленню та розвитку договірних норм у цій галузі щодо міжнародних організацій.
Безперечно, головним міжнародно-правовим документом, який сьогодні регламентує діяльність постійних представників та постійних представництв при міжнародних організаціях, є Віденська конвенція про представництво держав у їхніх відносинах із міжнародними організаціями універсального характеру від 14 березня 1975 р. До речі, у преамбулі Конвенції, у поняття «міжнародна організація універсального характеру» включені «ООН, її спеціалізовані установи, Міжнародне агентство з питань атомної енергії і будь-яка аналогічна організація, членський склад і відповідальність якої має широкий міжнародний характер». Все це означає, що при бажанні будь-яка регіональна або субрегіональна організація у своїх відносинах із державами-членами за їхньої згоди може застосовувати положення Конвенції 1975 р. на практиці.
Конвенція 1975 р. трактує інститут постійного представництва як «місію постійного характеру, яка направляється для того, щоб представляти її при цій організації». Отже, так само як і посольства, постійні представництва при міжнародних організаціях входять до системи зарубіжних органів зовнішніх зносин і є складовою частиною дипломатичної служби держави. Адже їм притаманна така принципова ознака, як представницький характер у їхній закордонній діяльності. Хоча, звичайно, між дипломатичним представництвом (посольством) та постійним представництвом при міжнародній організації є певні відмінності.
Головна з них полягає в тому, що посольства завжди діють у сфері двосторонніх зв'язків між акредитуючою державою та країною перебування, тоді як постійні представництва при міжнародних організаціях діють у сфері тристоронніх зв'язків: держави, що направляє представництво, — організації — країни перебування штаб-квартири або відділення даної міжнародної організації. При цьому для членства в організації та заснування при ній постійного представництва для заінтересованої держави не є обов'язковим її визнання де-юре з боку інших держав-членів або наявність дипломатичних відносин із ними. Певна складність, щоправда, може полягати в тому, що хоча постійне представництво, на відміну від посольства, не акредитується в державі перебування. а створюється виключно для підтримання зв'язків із Організацією. Привілеї та Імунітети фактично надаються представництву державою перебування, і обсяг їх реалізації залежить як від внутрішнього законодавства, так і від стану політичних відносин між двома державами.
Що стосується процедури заснування постійного представництва при міжнародній організації, то ст. 5 Конвенції 1975 р. проголошує: «1. Держави-члени можуть, якщо це допускається правилами Організації, засновувати постійні представництва для виконання функцій, викладених у статті 6. 2. Держави, що не є членами Організації, можуть, якщо це допускається правилами Організації, засновувати постійні комісії спостерігачів для виконання функцій, викладених у статті 7. 3. Організація повідомляє держави перебування про заснування представництва заздалегідь». Варто зауважити, що створення постійного представництва — це право, а не ітеративний обов'язок держави-члена. Вона сама вирішує це питання, керуючись власною суверенною волею і суто практичними міркуваннями — фінансовими, кадровими тощо. При цьому відсутність постійного представництва при Організації аж ніяк не відбивається на правах та обов'язках, що передбачаються у зв'язку із членством в Організації. Виняток становить хіба що членство в Раді Безпеки ООН, як постійне, так і тимчасове. Адже згідно з ст. 28 Статуту ООН «Рада Безпеки організується таким чином, щоб вона могла функціонувати безперервно». Це означає, що в критичних ситуаціях міжнародного життя Рада Безпеки може скликатися як удень, так і вночі.
Чітко і недвозначно Конвенція 1975 р. регламентує питання щодо повноважень глави представництва. Зокрема, ст. 10 передбачає: «Повноваження глави представництва видаються від Імені глави держави, глави уряду, міністра закордонних справ та, якщо це допускається, іншим компетентним органом надсилаючої держави і припроваджуються Організації». Як бачимо, процедура, по суті, аналогічна призначенню глави дипломатичного представництва.
Як і посольство, постійне представництво — це орган зовнішніх зносин держави за кордоном, тож для виконання своїх функціональних обов'язків воно потребує штатного укомплектування. Ст. ІЗ Конвенції 1975 р. передбачає, що, «крім глави представництва, представництво може включати дипломатичний персонал, адміністративно-технічний персонал та обслуговчий персонал». Отже, з цієї статті видно, що в штатному розкладі посольства та постійного представництва згідно з принципом їхнього формування є тотожність, але спостерігаються й відмінності. Так, у переважній більшості посольств, за винятком, мабуть, тільки США, не існує офіційної посади заступника посла, тоді як у постійних представництвах призначаються заступники або виконуючі обов'язки постійних представників відповідних країн у ранзі посла або посланника. Ще одна відмінність полягає в тому, що членами дипломатичного персоналу постійних представництв, згідно зі ст. І, п. 28 Конвенції 1975 р., є «члени персоналу представництва, делегації або делегації-спостерігача, які мають статус дипломата з метою представництва, делегації або делетації-спостерігача». Фактично це означає, що до складу постійних представництв при спеціалізованих організаціях (наприклад, МАГАТЕ) включаються експерти, фахівці, науковці та практичні спеціалісти в зазначеній галузі, які не є професійними, ранговими дипломатами, проте вони наділяються під час роботи у представництві дипломатичним статусом, оскільки виконують представницькі функції, а відтак на них мають поширюватися привілеї та імунітети, притаманні дипломатам, які працюють за кордоном.
Що стосується кількісного складу персоналу постійного представництва, то ст. 14 Конвенції 1975 р. проголошує: «кількість персоналу представництва не повинна виходити за межі, які є розумними та нормальними з урахуванням функцій Ортанізації, потреб даного представництва та обставин і умов, що існують у державі перебування».
Для визначення старшинства постійних представників та постійних спостерігачів з огляду на протокол застосовується алфавітний порядок назв держав, представлених в Організації. Місцезнаходження представництва, як правило, збігається з місцезнаходженням Організації, проте, згідно з ст. 18 Конвенції 1975 р., за умови попередньої згоди держави перебування і якщо це допускається правилами Організації, надсилаюча держава може заснувати своє представництво або відділення представництва в іншому місті, ніж те, де перебуває штаб-квартира Організації. Як і посольство, представництво має право користуватися прапором та емблемою надсилаючої держави на фасадах своїх приміщень, а для глави представництва це право поширюється на його резиденцію та засоби пересування (ст. 19 Конвенції 1975 р.).
Припинення функції глави представництва або члена дипломатичного персоналу представництва відбувається у двох випадках: 1) коли держава, що їх надіслала, повідомляє Організацію про припинення їхніх функцій; 2) якщо представництво відкликається остаточно або тимчасово (ст. 40 Конвенції 1975 р.).
Що стосується такого надзвичайно важливого аспекту в діяльності представників держав, які беруть участь у роботі міжнародних організацій та конференцій, як визначення обсягу їхніх привілеїв та імунітетів, то необхідно наголосити, що Конвенція 1975 р. максимально наблизила, а в переважній більшості випадків навіть зрівняла ці привілеї та імунітети з аналогічними преференціями, якими користуються дипломатичні агенти державних закордонних посольств і місій.
Як і в конвенціях про дипломатичні та консульські зносини (відповідно, Відень, 1961, 1963 р.), Віденська конвенція 1975 р. про представництво держав у їхніх відносинах із організаціями універсального характеру привілеї та імунітети поділяє на дві групи: привілеї та імунітети самих органів зовнішніх зносин за кордоном і привілеї та імунітети співробітників цих органів.
До першої групи належать такі основні привілеї та імунітети, як недоторканність приміщень представництв і делегацій в органах і на конференціях, недоторканність їхніх архівів і документів, податкові пільги, митні привілеї, право користуватися прапором та емблемою (гербом) держави, що направляє делегацію, на приміщеннях та транспортних засобах представництв та делегацій. До другої групи належать — особиста недоторканність, недоторканність резиденції та майна, кореспонденції, імунітет від юрисдикції, звільнення від податків та зборів, свобода пересування та зв'язку, яка передбачає використання як дипкур'єрів, так і закодованих або шифрованих депеш. Загалом, опис усіх привілеїв та Імунітетів у Конвенції 1975 р. має досить детальний характер (він міститься у ст. 23—38, 51—70).

#### Консульства
- Докладніше: Консульство

Крім посольств та представництв (місій) за кордоном діють також консульства, які представляють державу в питаннях захисту інтересів громадян та держави в галузі торгових та майново-правових відносин; видають паспорти громадянам своєї держави, що постійно проживають в країні перебування, а також візи іноземним громадянам і особам без громадянства.
Як правило, держава створює консульства там, де компактно проживає велика кількість її громадян або мають місце широкі економічні та культурні контакти, в міжнародних морських портах.
Представляючи державу переважно в плані майново-правових та громадянських відносин, консульства при відсутності інших дипломатичних представництв часто відіграють і важливішу роль, виконуючи деякі політичні функції.

#### Делегації
Для виконання специфічних завдань (наприклад, переговорів по проблемах кордону, використання морських просторів) або участі в міжнародних конгресах, конференціях створюються делегації, які також мають певні тимчасові права в державних органах зовнішніх зносин.

## Організація внутрішньої роботи дипломатичного представництва
- Докладніше: Внутрішня робота дипломатичного представництва

## Основні документи дипломатичного предствництва
- Докладніше: Документи дипломатичного представництва

## Робота зі ЗМІ
«Кожен хоче, щоб інформували чесно, неупереджено, правдиво — і в повній відповідності з його поглядами.»
Гільберт Честертон, англійський письменник
Важливою складовою діяльності закордонних дипустанов є поширення в країні перебування різноманітної інформації про свою країну: її історію і культуру, внутрішню і зовнішню політику, місце і роль в світовому товаристві. Вся інформаційно-роз´яснювальна робота в країні перебування проводиться під безпосереднім керівництвом глави дипломатичного представництва, на якого покладається персональна відповідальність за її стан. Глава дипломатичного представництва повинен: 
- координувати всю інформаційно-роз´яснювальну роботу в країні перебування або в міжнародній організації, залучаючи до цього представників інших українських організацій, акредитованих в даній країні;
- забезпечувати поточне і перспективне планування такої роботи;
- вивчати ефективність роботи в даному напрямі;
- надавати допомогу дружнім організаціям країни перебування (товариства, земляцтва, спілки журналістів тощо) в організації роз´яснювальної роботи про Україну.

Величезна роль у забезпеченні ефективності інформаційно-роз´яснювальної роботи належить друкованим і електронним засобам масової інформації. Тому кожен дипломат повинен добре знати, вивчати і використовувати засоби масової інформації країни перебування, бо вони є значним доповненням до усної інформації. Саме через ЗМІ можна найбільш ефективно і масштабно впливати на формування громадської думки про Україну у вигідному для нас напрямі.
Робота дипломатичного представництва з представниками ЗМІ складається з трьох основних частин:
1. опрацювання матеріалів ЗМІ (преси, передач радіо і телебачення, матеріалів з Інтернету, бюлетенів, книг тощо);

1. робота з журналістами всіх видів ЗМЇ;

1. підготовка спеціальних матеріалів для ЗМІ.

При підготовці огляду преси насамперед необхідно опрацювати оціночні матеріали, тобто ті, у яких викладаються коментарі подій, особливо, коли це стосується України.
Дуже важливе значення має формування тематичних досьє — матеріалів (вирізок, ксерокопій) з точним зазначенням назви друкованого видання та дати опублікування, бо неточності в пій справі можуть зумовити помилку в посиланнях. При посиланні на пресу доцільно коротко вказувати орієнтацію того чи іншого друкованого органу: офіціоз, орган якоїсь партії чи громадської організації, незалежна і т. ін.
Потрібним матеріалом, крім щоденних оглядів, є оціночні характеристики ЗМІ (яку лінію веде та чи інша газета щодо уряду, опозиції, хто її власник, яка ЇЇ репутація в країні, хто найбільше її читає і т. п), довідки про відомих журналістів та їх орієнтації.
В деяких диппредставництвах практикуються щоденні усні огляди місцевої преси за участю усіх дипломатів, особливо там, де вони недостатньо володіють мовою країни перебування. Там, де диплрацівники можуть знайомитися з періодикою самостійно, така необхідність відпадає. Друковані ЗМГ діляться на такі основні категорії:
- офіційні видання (газети, бюлетені, прес-релізи, звіти і т, п.), які видаються парламентом та урядовими структурами;
- офіціоз — газети, які не будучи офіційним органом уряду, практично виражають його точку зору, отримують від нього регулярну інформацію і часто друкують матеріали на замовлення уряду;
- опозиційні ЗМІ, які критикують правлячу партію, коаліцію, уряд шляхом публікації викривальних матеріалів;
- незалежна преса, що існує за рахунок власних доходів;
- т. з. «незалежна» преса, яка насправді відстоює інтереси певних політичних чи економічних угруповань та існує за їх рахунок;
- спеціальні видання (військово-технічні, наукові, культурологічні);
- регіональна преса.

Зважаючи на те, що кожна дипустанова працює в умовах, характерних лише для конкретної країни, то дуже важко давати якісь уніфіковані поради, крім однієї — якомога уважніше вивчати ЗМІ, активно використовувати їх для активізації інформаційно-роз´яснювальної роботи диппредставництва.
Велике значення має встановлення, розширення і підтримка постійних контактів з власниками і керівниками ЗМІ, провідними журналістами, спеціалістами, які пишуть на тематику рідної держави, з метою забезпечення виходу неупереджених публікацій та передач про неї, її внутрішню та зовнішню політику.
Цікавою (і дуже ефективною) формою роботи є організація поїздок в рідну країну прихильно налаштованих журналістів, забезпечення їх відповідними матеріалами, влаштування зустрічей з представниками різних верств суспільства. Необхідно ініціювати встановлення безпосередніх контактів між редакціями вітчизняних і зарубіжних теле- і радіокомпаній, інформаційних агентств, друкованих видань.
При повсякденному спілкуванні з журналістами треба мати на увазі, що в кожній країні вони поділяються на класи чи категорії. Найвище стоїть журналістська еліта, ті, хто має доступ до важливих джерел інформації, виконує парламентські чи урядові замовлення і формує громадську думку на високому професійному рівні. Поряд з ними зустрічаються спеціалісти «середнього» рівня, але також високої кваліфікації. І нарешті основна маса журналістів — часто безіменні інформатори і хронікери, стосунків з якими дипломатам бажано уникати.
Не треба забувати, що, як було сказано, ЗМІ часто діють на замовлення окремих політичних сил, різних угруповань і часто подають свідомо упереджену, сфальсифіковану інформацію.
Форми спілкування з журналістами можуть бути най різноманітнішими — від прес-конференцій, брифінгів до прийомів, коктейлів, які влаштовуються спеціально, або запрошення на прийоми з певної нагоди (національне свято, приїзд делегації тощо).
3 іншого боку, не треба зловживати кількістю контактів зі ЗМІ, особливо якщо їх представляють малозначущі фігури.
Робота зі ЗМІ — справа глибокого і всебічного аналізу, яка потребує ґрунтовних знань і напруженої праці.

## Протокольна робота
- Докладніше: Дипломатичний протокол

«Всякий прийом, власне, влаштовується для тих, кого нам зовсім не хочеться на нього запрошувати.», Едвард Йокель, польський публіцист
Правила дипломатичного протоколу ґрунтуються на принципі міжнародної ввічливості, тобто поваги до всього, що символізує чи представляє державу. Норми дипломатичного протоколу складалися протягом тисячоліть і ввібрали в себе ті умовності і традиції, які відповідали інтересам встановлення і підтримання міждержавного спілкування. Окремі норми дипломатичного протоколу мають особливо парадний характер і називаються церемоніалом: наприклад, церемоніал вручення вірчих грамот, церемоніал зустрічі і проводів офіційної делегації, церемоніал підписання міжнародних договорів тощо
Дипломатичний протокол має міжнародний характер і у всіх країнах дотримується приблизно однаково, хоча в деяких з них можуть мати місце свої невеликі відхилення, які випливають із соціального ладу, національних і релігійних звичаїв. В Індії та Індонезії, наприклад, почесного гостя увінчують вінком (гірляндою) квітів. На Індонезійському острові Балі кожен гість, що прибуває на цю землю, проходить релігійний церемоніал вигнання «злих духів».

## Торговельно-економічна місія
- Докладніше: Торговельно-економічна місія

Основні завдання співробітників ТЕМ:
1. вивчають загальний стан економіки, тенденції розвитку зовнішньоекономічних зв´язків, технічний рівень виробництва і рівень якості продукції провідних галузей держави перебування, кон´юнктуру ринку товарів та послуг, інформують Міністерство економіки та Міністерство закордонних справ України з цих питань, а в разі потреби — інші зацікавлені міністерства, органи виконавчої влади, установи та організації;

1. розробляють пропозиції щодо підвищення ефективності торговельно-економічних зв´язків України з державою перебування;

1. здійснюють заходи щодо захисту інтересів України, прав та законних інтересів суб´єктів підприємницької діяльності України у державі перебування, інформують Міністерство економічного розвитку і торгівлі України та Міністерство закордонних справ України про додержання суб´єктами підприємницької діяльності держави перебування зобов´язань за міжнародними договорами, сприяють налагодженню та розвитку прогресивних форм співробітництва, проведенню переговорів, експертиз, укладенню контрактів, а також встановлюють контакти з державними установами, організаціями, суб´єктами підприємницької діяльності держави перебування;

1. вживають заходів щодо додержання інтересів України, правил міжнародної торгівлі суб´єктами підприємницької діяльності України при здійсненні зовнішньоекономічних операцій;

1. сприяють запозиченню передового досвіду в галузі демонополізації економіки, приватизації, конверсії військово-промислового комплексу, розвитку структур ринкової економіки;

1. інформують суб´єктів підприємницької діяльності держави перебування про правові, економічні, соціальні, екологічні та інші умови їх діяльності в Україні, а також надають допомогу в налагодженні контактів із зацікавленими українськими партнерами;

1. беруть участь у роботі міжнародних економічних організацій та їх органів з питань торговельно-економічного і науково-технічного співробітництва;

1. сприяють міністерствам, іншим органам державної влади, суб´єктам підприємницької діяльності України в організації та проведенні у державі перебування торговельно-промислових, науково-технічних виставок, ярмарків тощо; вживають заходів щодо залучення суб´єктів підприємницької діяльності держави перебування до участі у виставках, ярмарках, які проводяться в Україні тощо;

1. аналізують та узагальнюють за дорученням Міністерства економіки України інформацію щодо суб´єктів підприємницької діяльності держави перебування, що виходять на український ринок;

1. здійснюють за дорученням Міністерства економіки України, Міністерства закордонних справ України збирання усіма законними засобами та аналіз інформації стосовно суб´єктів підприємницької діяльності держави перебування, які застосовують щодо України обмежувальну ділову практику або несумлінно виконують взяті зобов´язання, а також суб´єктів підприємницької діяльності держави перебування, з якими укладаються контракти на поставку продукції та надання послуг для державних по

треб, зокрема у рамках проектів, фінансування яких здійснюється за рахунок іноземних кредитів, залучених під державні гарантії;
1. надають суб´єктам підприємницької діяльності України інформацію щодо порядку відкриття і діяльності їх представництв.

Торговельно-економічну місію очолює керівник, що за посадою прирівнюється до радника-посланника або радника дипломатичного представництва, який несе повну персональну відповідальність за виконання завдань і функцій, покладених на ТЕМ.
8 квітня 2010 року Указом Президента України № 522/2010 «Про деякі питання представництва економічних інтересів України за кордоном» у складі дипломатичних представництв України за кордоном було утворено відділи з економічних питань.
У зв'язку з цим було ліквідовано торговельно-економічні місії у складі закордонних дипломатичних установ України.

## Недоторканність приміщення дипломатичного представництва
Одним із найважливіших дипломатичних імунітетів є, безперечно, 'імунітет, який забезпечує недоторканність дипломатичного представництва. Відповідно до Віденської конвенції' 1961 р. «приміщення представництва» — це будинок (або ж його частина), в якому розміщується представництво. Це стосується й резиденції глави представництва, незалежно від того, хто володіє правом власності на неї, а також земельної ділянки, що обслуговує цей будинок чи його частину. В поняття «земельна ділянка», згідно з Коментарем Комісії міжнародного права ООН, входять також сад і автостоянка, що належать представництву. Загалом цей дипломатичний Імунітет регламентується ст. 22 згаданої Конвенції. В ній роз'яснюється, що приміщення представництва є недоторканними. Власті держави перебування не можуть проникнути в ці приміщення інакше, як з дозволу глави представництва. Заборона вступати в приміщення представництва без дозволу його глави має абсолютний характер. Це правило не має ніяких винятків, і його потрібно дотримуватись навіть у випадку пожежі в дипломатичному представництві або захоплення останнього терористами.
Неприпустимість доступу місцевих властей в приміщення дипломатичного представництва без згоди його глави виключає тим самим можливість здійснення таких примусових заходів, як обшук, арешт, реквізиція, та виконавчих дій.
Забезпечуючи недоторканність приміщень дипломатичного представництва, держава перебування зобов'язана попереджувати дії місцевих властей, які можуть завдати шкоди, порушити спокій^ або принизити гідність дипломатичного представництва. Йдеться про попередження свідомих ворожих акцій з боку місцевих властей, їхні дії', які в тій чи іншій мірі зачіпають інтереси дипломатичного представництва, проте не направлені спеціально проти нього і є результатом звичайної функціональної діяльності (громадські роботи в безпосередній близькості від приміїцень представництва, тимчасове відключення з технічних причин електроенергії, телефонного зв'язку тощо), не можуть розцінюватися як порушення недоторканності приміщень.
Ще одним аспектом поняття «недоторканність приміщень» є спеціальне зобов'язання держави перебування забезпечити захист дипломатичних представництв від посягань приватних осіб. Це зобов'язання має у собі два компоненти: по-перше, організацію місцевими органами влади в разі необхідності фізичної охорони дипломатичного представництва та убезпечення їх від будь-яких нападів, вторгнень та інших посягань з боку приватних осіб і, по-друге, в разі здійснення посягань,— проведення розслідування та покарання винних, а також забезпечення компенсації заподіяної шкоди. Охорона приміщень дипломатичних представництв здійснюється державами перебування, як правило, завдяки використанню спеціальних поліцейських або військових підрозділів.

## Особисті привілеї та імунітети персоналу дипломатичного представництва
Дипломатичні привілеї та імунітети — набір певних пільг, преференцій, прав, які надаються дипл. персоналу як всередині країни, так і за кордоном (переважно). Ці пільги базуються на писаних джерелах права (Нац і МП) так і на звичаєвому праві.
Блоки особистих привілеїв та імунітетів
1. Імунітет від юрисдикції та можливого притягнення дипломата до юридичної відповідальності у країні перебування — ст 31 — неможливо затримати, тим паче заарештувати дипломата. Дипломат позбавлений від кримінальної чи адміністративної відповідальності
2. Різноманітні пільги при проходженні митного та прикордонного контролю — ст 36 — а) свобода вивезення і ввезення предметів особистого вжитку; б) звільнення від митних стягнень; в) вивільнення, у вигляді загального правила, багажу дипломата від митного огляду;
3. Звільнення дипломата від деяких видів податків
Ці привілеї стосуються також членів родини дипломата.

## Завершення дипломатичної місії
Щодо питання припинення функцій дипломатичних агентів, то Віденська конвенція в ст. 43 передбачає, що це може мати місце в таких випадках:
· після повідомлення акредитуючою державою держави перебування про те, що функції дипломатичного агента припинено" (переведення на іншу роботу, через хворобу або в зв'язку з виходом у відставку);
· після повідомлення державою перебування акредитуючої держави, що згідно з п. 2 ст. 9 вона відмовляється визнавати дипломатичного агента співробітником представництва". Фактично у ст. 9 (п. 2) Віденської конвенції передбачена правова можливість оголосити того чи іншого дипломатичного агента «персоною нон грата». В п. І згаданої статті тлумачиться поняття «persona non grata»: «Держава перебування може в будь-який час, не будучи зобов'язана мотивувати своє рішення, повідомити акредитуючу державу, що глава представництва або будь-хто із членів дипломатичного персоналу представництва є persona non grata або що будь-який інший член персоналу представництва є неприйнятним. У такому разі акредитуюча держава повинна відповідно відкликати дану особу або припинити її функції' в представництві. Ту або іншу особу може бути оголошено persona non grata або неприйнятною до прибуття на територію держави перебування».
Причини оголошення «persona non grata» або особою «неприйнятною» можуть бути різними. Проте всі вони зводяться, як правило, до одного ряду. Це —неповага до законів та звичаїв країни перебування, втручання в її внутрішні справи, зловживання дипломатичними привілеями та імунітетами, заяви, які розцінюються як нетактовні або образливі щодо країни перебування тощо. Все це, звичайно, кваліфікується як «діяльність, несумісна із статусом дипломатичного агента», наслідком чого і є вимога до акредитуючої держави відкликати даного дипломата і припинити його функції в представництві.
З юридичної точки зору оголошення того чи іншого співробітника дипломатичного персоналу або навіть глави представництва «persona non grata» не веде автоматично до припинення діяльності самих дипломатичних представництв, оскільки воно, по своїй суті, має чисто персональний характер. Проте на практиці це нерідко призводить до ускладнення відносин між відповідними країнами, зокрема, до відкликання, як адекватного заходу, частини персоналу представництва або його глави.
Крім уже згаданих вище підстав для припинення діяльності дипломатичних агентів, існує ще ціла низка причин умовно об'єктивного характеру. Так, особиста місія автоматично припиняється у зв'язку із смертю самого посла або глави держави, який направив чи прийняв посла у країнах з монархічною формою правління. В таких випадках для поновлення місії вважається необхідним вручати нові вірчі грамоти — або новим послам, або новому главі держави перебування. І навпаки, у країнах з республіканською формою правління смерть президента або закінчення терміну його діяльності на цьому посту як в акредитуючи державі, так і країні перебування не викликає необхідності вручення нових вірчих грамот діючими послами, їхня особиста місія може продовжуватися, якщо тільки новий глава держави не прийме рішення про заміну послів за кордоном у зв'язку з приходом до влади нової адміністрації.
Припинення діяльності дипломатичних представництв у цілому як органів держави за кордоном може відбуватися в таких випадках:
- коли дипломатичні відносини між даними державами розірвано і тимчасово припинено;
- коли між ними виник стан війни;
- коли в акредитуючій державі або країні перебування відбуваються докорінні соціально-економічні та політичні зміни і нове державоутворення не висловлює наміру продовжувати дипломатичні відносини;
- коли одна із двох держав, що підтримують між собою дипломатичні відносини, перестає існувати як суб'єкт міжнародного права і, об'єднуючись з іншою, утворює новий суб'єкт міжнародного права.